# Reggae Gold 2004
Reggae Gold 2004 – dwunasty album z serii składanek Reggae Gold, wydawanej przez nowojorską wytwórnię VP Records.
Płyta ukazała się 15 czerwca 2004 roku, wraz z bonusowym CD zawierającym remixy wszystkich utworów, autorstwa jamajskiego soundsystemu Black Kat. Produkcją całości zajęli się Chris Chin oraz Joel Chin.
3 lipca 2004 roku album osiągnął 1. miejsce w cotygodniowym zestawieniu najlepszych albumów reggae magazynu Billboard (ogółem był notowany na liście przez 31 tygodni).

## Lista utworów
1. Capleton - "In Her Heart"
2. Beenie Man, Ms Thing & Shawna - "Dude" (remix)
3. Elephant Man - "Jiggy"
4. Capleton - "Fire Time"
5. Elephant Man - "Jook Gal (Head Gawn Version)"
6. Assassin - "Girls Gone Wild"
7. Sean Paul & Tony Touch - "Ay Ay Ay"
8. Mr. Lexx, Wayne Wonder & CNN - "Anything Goes"
9. Alicia Keys - "You Don't Know My Name"
10. Tanya Stephens - "Can't Breathe"
11. Natty King - "No Guns To Town"
12. Richie Spice - "Earth Ah Run Red"
13. Beres Hammond - "Pride & Joy"
14. Baby Cham & Jimmy Cheeztrix - "Girl"
15. T.O.K. - "Fire Fire"
16. Tanto Metro & Devonte - "Got News For You"
17. Morgan Heritage - "U've Got Me"
18. Lady Saw - "Been So Long"
19. Sasha & Ivy Queen - "Dat Sexy Body Espanol"